# Río Espiche
El río Espiche (en portugués, ribeiro de Espiche) es un río del suroeste de la península ibérica que transcurre íntegramente por el Algarve (Portugal).

## Curso
El Espiche surge al sureste del pueblo de Algoz. Corre en dirección sur hacia la costa y su desembocadura está en la playa de los Salgados entre Armação de Pêra y Albufeira. Detrás de la playa hay una zona de humedal llamada Laguna de los Salgados que es alimentada por las aguas del río. Es una marisma salada poco profunda que ha sido restaurada y ahora es un importante hábitat de vida silvestre para la zona con una gran variedad de aves acuáticas y se ha convertido en un importante punto de parada para miles de aves migratorias.

## Fuente
- Esta obra contiene una traducción  derivada de «Espiche River» de Wikipedia en inglés, publicada por sus editores bajo la Licencia de documentación libre de GNU y la Licencia Creative Commons Atribución-CompartirIgual 4.0 Internacional.